# 弗里蒙特縣 (科羅拉多州)
弗里蒙特县（英語：Fremont County）是美國科羅拉多州中南部的一個縣。面積3,973平方公里。根據美國2000年人口普查，共有人口46,145人。縣治卡農城。
成立於1884年。縣名紀念代表加里福尼亞州參議員、共和黨第一位總統候選人約翰·福瑞蒙特。

## 姐妹城市
- 日本山形縣河北町
- 俄羅斯諾夫哥羅德州瓦爾代